# Кисуцкие говоры
Ки́суцкие го́воры (также кисуцкий диалект; словац. kysucké nárečia) — говоры западнословацкого диалекта, распространённые в северо-западной части территории Жилинского края Словакии (в северной части западнословацкого диалектного ареала). Согласно классификации, опубликованной в «Атласе словацкого языка» (Atlas slovenského jazyka), кисуцкие говоры не представляют единого ареала: различаются верхнекисуцкие и собственно кисуцкие говоры, входящие в состав верхнетренчинской группы говоров северного западнословацкого диалектного ареала. Некоторые диалектологи выделяют кисуцкие говоры в отдельную от верхнетренчинской группу, образующую единый ареал, подобная дифференциация северных западнословацких говоров представлена, в частности, на карте И. Рипки и в работах Й. Мистрика. В классификации Р. Крайчовича выделяются нижнекисуцкие и верхнекисуцкие переходные ареалы в составе северного региона западнословацкого макроареала.
Название кисуцких говоров связано с наименованием реки Кисуцы, протекающей по территории распространения данного диалектного ареала.
Кисуцкие говоры, прежде всего, нижнекисуцкие, являются в значительной степени неоднородными, их ареал распадается на ряд отдельных районов и анклавов. В нижнекисуцких говорах отмечается влияние соседних западнословацких верхнетренчинских и среднесловацких турчанских говоров. Для верхнекисуцких говоров характерны некоторые общие явления с говорами валашского (северного) диалекта восточноморавской группы и гуральскими говорами малопольского диалекта.

## Классификация
Согласно дифференциации словацких диалектов, представленной в «Атласе словацкого языка» (1968), кисуцкие говоры образуют два из трёх диалектных подразделений (собственно кисуцкое и верхнекисуцкое наряду с верхнетренчинским), входящих в верхнетренчинскую группу говоров. Верхнетренчинские говоры в свою очередь вместе с нижнетренчинскими и поважскими говорами составляют северный западнословацкий диалектный ареал.
В классификации Р. Крайчовича (и по его терминологии) верхнекисуцкие и нижнекисуцкие говоры (как переходные ареалы) наряду с основными ареалами — верхнетренчинским и нижнетренчинским — относятся к северному диалектному региону в составе западнословацкого макроареала.
На диалектологической карте И. Рипки, представленной в «Атласе населения Словакии» (Atlas obyvatel’stva Slovenska) (2001), кисуцкие говоры выделены как отдельная группа говоров и наряду с верхнетренчинскими и нижнетренчинскими говорами включены в состав северного диалектного региона в составе западнословацкого макроареала.
По классификации, представленной в работе Й. Мистрика «Грамматика словацкого языка» (1985), кисуцкие говоры как отдельный ареал от остальных говоров западнословацкого диалекта вместе с верхнетренчинскими и нижнетренчинскими образуют северную западнословацкую область.

## Ареал и название

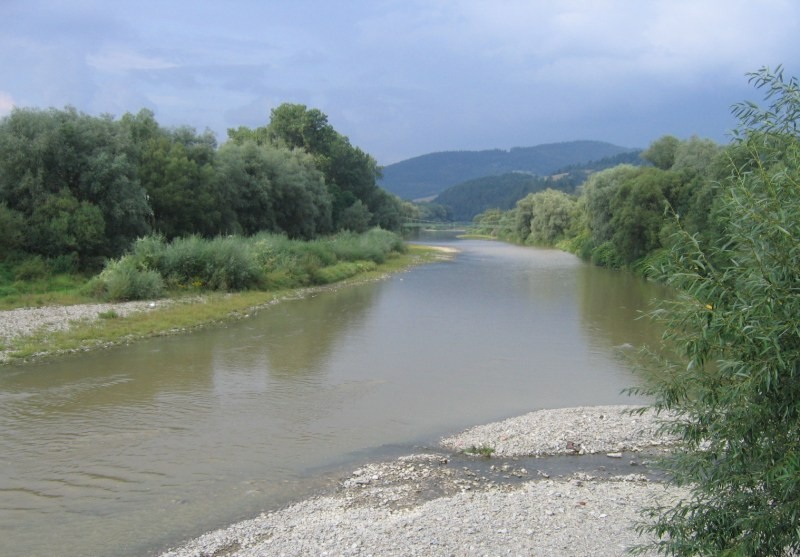
Река Кисуца (в районе Кисуцке-Нове-Место), в бассейне которой размещён ареал кисуцких говоров

Кисуцкие говоры распространены в северо-западной части Словакии на границе с Чехией и Польшей в горных районах по течению реки Кисуца. По современному административно-территориальному делению Словакии данный регион расположен в северо-западной части территории Жилинского края (в районе населённых пунктов Кисуцке-Нове-Место, Чадца, Клокочов и других).
С северо-востока к ареалу кисуцких говоров примыкает ареал живецких гуральских говоров малопольского диалекта.
С востока и юго-востока ареал кисуцких говоров граничит с ареалом говоров среднесловацкого диалекта: с востока — с областью распространения оравских говоров, с юго-востока — турчанских говоров. На юге кисуцкие говоры соседствуют с северными западнословацкими верхнетренчинскими говорами. На юго-западе к ареалу кисуцких говоров примыкает область распространения валашского (северного) диалекта восточноморавской (моравско-словацкой) диалектной группы, на западе — область распространения моравского (южного) диалекта и остравского (восточного) диалекта (включая верхнеостравицкие говоры) североморавской (силезской, ляшской) диалектной группы, на северо-западе и севере — ареалы яблонковских и чадецких говоров силезского диалекта польского языка (или же польско-чешских говоров).
Согласно классификациям, в которых кисуцкий ареал включён в ареал верхнетренчинской группы, область распространения кисуцких говоров размещается в пределах северной части верхнетренчинской диалектной территории: собственно кисуцкие (или нижнекисуцкие согласно Р. Крайчовичу) говоры распространены в северо-восточной части верхнетренчинского ареала, а верхнекисуцкие — в северо-западной части.
Название кисуцким говорам дано по наименованию реки Кисуца, по течению которой расположены нижнекисуцкий и верхнекисуцкий диалектные ареалы: соответственно — в нижнем (на востоке) и верхнем (на западе) течении реки. С наименованием реки связаны также названия и других словацких говоров, например, западнословацких поважских говоров, размещённых по течению реки Ваг.

## Диалектные особенности
Основные диалектные особенности нижнекисуцких говоров согласно Р. Крайчовичу:
1. Распространение в системе вокализма основной части нижнекисуцких говоров только кратких гласных (a, o — e, u — i) и дифтонгов (ja, je, vo: pjatek, vjera, kvoň). Долгие гласные отмечаются только в западной части нижнекисуцкого ареала, в которой также представлены дифтонги jé и vó: vjéra, kvóň. Особенностью распространения долгих гласных é и á является их положение в позиции после определённой группы согласных: é — после губных и r, s, z (pétek, robé, varé, nosé, vozé); á — после остальных согласных (kričá, začátek, ľuďá)
2. В восточной части нижнекисуцкого ареала встречаются мягкие парные согласные t — ť, d — ď, n — ň, l — ľ: ďeťi, ťicho. В южной части ареала произошла ассибиляция мягких ť и ď (ť > c, ď > dz): dzeci, cicho. В ряде островных ареалов распространены только твёрдые t, d, n и l. К востоку от Кисуцке-Нове-Место встречается переход твёрдого l > u̯: leto, lipa, bu̯ato, mau̯a.
3. Оглушение согласного v в f в ряде районов происходит последовательно (fčera, f‿tom, hňef, sľifka), в ряде районов может реализовываться лишь в части позиций, например, только в начале слова в юго-восточной части нижнекисуцкого ареала: fčera, f‿tom, hňev, sľivka. На месте v в начале слова возможно произношение ch или h: ch‿poľi, h‿mesťe.
4. Отсутствие сдвоенных согласных.
5. Распространение флексии -i у существительных мужского рода в форме именительного падежа множественного числа (chlapi); на юго-востоке — флексии -ja (braťja, ľuďja) и -ovja (sinovja); на западе — флексии -ová наряду с -ové (sinová, sinové).
6. Случаи употребления флексии местного падежа множественного числа -och существительных в форме родительного падежа.
7. Наличие форм существительных женского рода дательного и местного падежей единственного числа типа ruce, noze, macose. В юго-восточных говорах распространены формы типа ruke, nohe, macoche.
8. Распространение существительных женского рода в форме творительного падежа единственного числа типа ze ženu с островными ареалами форм типа ze ženum.
9. Преобладание западнословацких форм местоимений s tebu, se mnu, teho, temu и т. п.
10. Распространение среднесловацких форм числительных типа dvaja, traja или trja, štirja, pjaťi, pjaťich. В юго-западных говорах — pjaci, pjacich. В западных говорах — péci, pécich.
11. Употребление в южных нижнекисуцких говорах формы глагола 3-го лица множественного числа chcja, характерной для среднесловацкого турчанского ареала. В ряде районов отмечаются формы типа chcu, chcú.

Основные диалектные особенности верхнекисуцких говоров согласно Р. Крайчовичу:
1. Вокализм верхнекисуцких говоров состоит только лишь из кратких гласных. Состав гласных фонем не совпадает с нижнекисуцким — в верхнекисуцких говорах отмечаются гласные ä и y заднего ряда, неизвестные нижнекисуцким говорам. В сравнении с литературным языком фонема ä в верхнекисуцких говорах отличается высокой частностью. Перед или после губного m возможен такой вариант фонемы e как ə (o dobrəm, robimə). Кроме того, вокализм верхнекисуцких говоров характеризуется отсутствием дифтонгов.
2. Ассибиляция мягких ť и ď (ť > c, ď > dz): dzecy, cycho. В ряде верхнекисуцких районов отмечаются такие мягкие согласные, как dź, ć, ś, ź (dźeći, ćicho, śeno, źima) или dž́, č́, š́, ž́ (dž́eč́i, č́icho, š́eno, ž́ima).
3. Распространение существительных мужского рода в форме родительного падежа единственного числа типа gazdy.
4. Распространение существительных мужского рода в форме творительного падежа единственного числа типа bratem (brat[ə]m).
5. Распространение флексий -i, -e, -ove у существительных мужского рода в форме именительного падежа множественного числа (chlapi, bracé, ľudźe или brač́é, ľudž́e, synove).
6. Распространение флексии -m у глаголов 1-го лица единственного числа и флексий -ma или -mə у глаголов 1-го лица множественного числа: robima, robimə.
7. Формы глагола byť «быть» настоящего времени: səm (sam), jeś, jest, zmə (zma), sće (sč́e), su.